# Mézières-en-Gâtinais
Mézières-en-Gâtinais é uma comuna francesa na região administrativa do Centro, no departamento Loiret. Estende-se por uma área de 10 km². Em 2010 a comuna tinha 272 habitantes (densidade: 27,2 hab./km²).